# Ulli Blobel
Ulrich „Ulli“ Blobel (* November 1950 in Peitz) ist ein deutscher Konzertveranstalter, Verleger und Musikproduzent. Er war einer der wichtigsten Veranstalter von Jazzkonzerten in der Deutschen Demokratischen Republik.

## Leben und Wirken
Blobel besuchte die Schule in Peitz und absolvierte dann eine Lehre zum Augenoptiker. Erste Musikveranstaltungen organisierte er ab 1969 im Filmtheater von Peitz. Gemeinsam mit Peter „Jimi“ Metag (1950–2013) begründete Blobel 1973 die Veranstaltungsreihe Jazzwerkstatt Peitz, die er bis 2012 fünfzig Mal durchführte. Von 1972 bis 1981 wurde er als Inoffizieller Mitarbeiter vom Ministerium für Staatssicherheit geführt. Ab 1976 war er freiberuflich als Konzertveranstalter tätig, zunächst in Berlin (Ost). Zu den jährlich im Juni stattfindenden Peitzer Open-Air-Konzerten, die 1982 verboten wurden, kamen (auch überregional) bis zu 3000 Besucher; sie waren eines der einflussreichsten Jazzfestivals der DDR. 1984 migrierte Blobel nach Wuppertal, wo er eine Konzertagentur betrieb. 1985 begründete er das Ruhr Jazz Festival unter seiner Leitung.
Von 1989 bis 2008 widmete er sich mit den von ihm begründeten Labels ITM und WestWind und Vertriebsfirmen in mehreren europäischen Ländern, z. T. mit Sitz in Italien, der Produktion und dem Vertrieb von Schallplatten, CDs und DVDs. Blobel und seine Firmen waren mehrmals Gegenstand von Urheberrechtsprozessen, die zum Teil in Verurteilungen endeten.
Nach Beendigung seiner Tätigkeit als Konzertagent gründete Blobel 2006 in Zusammenarbeit mit Musikern den Förderverein Jazzwerkstatt Berlin-Brandenburg, aus dem 2007 mit der Unternehmergesellschaft Jazzwerkstatt ebenfalls ein Jazz-Label entstand, zudem noch ein neues Klassiklabel namens Phil.harmonie. Er ist Produzent von mehr als 1000 Tonträgern mit Musikern aus aller Welt, z. B. von Eric Dolphy, Rolf Kühn oder Ginger Baker. Zudem ist er als Autor tätig.

## Schriften
- Woodstock am Karpfenteich: die Jazzwerkstatt Peitz, Verlag Jazzwerkstatt, Berlin 2011. ISBN 978-3-00-034405-3.
- Peter Brkusic & Ulli Blobel: Ginger Baker – A Natural Born Drummer., Biografie, Verlag Jazzwerkstatt, Berlin 2012. ISBN 978-3-9814852-9-5.
- Ulli Blobel & Ulrich Steinmetzger (Hrsg.): Berlin | Berlin, Kunststücke aus Ost und West, Verlag Jazzwerkstatt, Berlin 2014. ISBN 978-3-9814852-6-4.
- Sketches of Spain, Verlag Jazzwerkstatt, Berlin 2016. ISBN 978-3-9814852-8-8.
- Aleppo – liegt hinter uns, Verlag Jazzwerkstatt, Berlin 2016. ISBN 978-3-946079-00-2.